# Claes Malmberg
Pour les articles homonymes, voir Malmberg.
Claes Malmberg est un footballeur suédois né le 11 mars 1952. Il évoluait au poste de milieu.

## Biographie
Claes Malmberg est joueur de Malmö FF de 1973 à 1980,.
Avec Malmö, il est sacré Champion de Suède à trois reprises et remporte quatre Coupes nationales.
Lors de la campagne de Coupe des clubs champions en 1978-79, il dispute deux rencontres. Il entre en jeu lors de la finale contre Nottingham Forest perdue 1-0.
Il est titulaire lors de la Coupe intercontinentale 1979 disputée par le club suédois : Malmö perd les deux matchs aller et retour contre le Club Olimpia.
Lors de la saison 1980-1981, il est joueur des Landskrona BoIS,.
Malmberg évolue sous les couleurs du Lunds BK jusqu'en 1988,.

## Palmarès
Malmö FF
| - Championnat de Suède (3) : - Champion : 1974, 1975 et 1977. - Vice-champion : 1976, 1978 et 1980. - Coupe de Suède (4) : - Vainqueur : 1972-73, 1973-74, 1974-75 et 1977-78. |  | - Coupe des clubs champions : - Finaliste : 1978-79. - Coupe intercontinentale : - Finaliste : 1979. |